# Salvatore Fresi
Salvatore Fresi (La Maddalena (Sardenha), 16 de janeiro de 1973) é um ex-futebolista profissional italiano que atuava como defensor.

## Carreira
Salvatore Fresi começou na Salernitana. Ele representou a Seleção Italiana de Futebol nas Olimpíadas de 1996.